# 哈罗德·休伊特
哈罗德·休伊特（英語：Harold Hewitt，1938年9月2日—），澳大利亚男子赛艇运动员。他曾代表澳大利亚参加1956年夏季奥林匹克运动会赛艇比赛，获得男子八人单桨有舵手铜牌。